# Agustí Torrents i Torruella
Agustí Torrents i Torruella (Mollet del Vallès, Vallès Oriental, 4 de juny de 1891 - Mollet del Vallès, Vallès Oriental, 11 de setembre de 1971) fou un comerciant i polític català, alcalde de Mollet del Vallès durant nou mesos, entre el 12 de maig de 1941 i el 4 de març de 1942, després de la dimissió forçada d'en Simeó Rabasa.
Va néixer a Mollet del Vallès el 4 de juny de 1891, fill d'una família comerciant de bótes de la carretera que anava cap a Barcelona. Dedicat al negoci familiar, posteriorment fou propietari d'una botiga de bótes, al carrer Jaume I de Mollet del Vallès, i d'un botigó, que posteriorment va tancar per dedicar-se a un taller de fusteria. Casat amb Coloma Cariteu Palau el 14 d'agost de 1919, el matrimoni tingué tres fills. Catòlic practicant, fou president dels portants del Sant Crist, i políticament fou afí a la Lliga Regionalista i després de la Guerra Civil espanyola, membre de FET i de les JONS. Després de l'ocupació de Mollet per l'exèrcit franquista el 27 de gener de 1939, fou nomenat regidor del consistori presidit per en Simeó Rabasa, i en moltes ocasions, feia d'alcalde en funcions degut a les absències constants de l'alcalde Rabasa.
Amb la renúncia d'aquest últim i el buit de poder legal, fou designat com a alcalde de Mollet del Vallès per les autoritats franquistes, tot i la seva oposició, des del maig de 1941 fins al març de 1942. Durant el seu mandat es continuà amb la gestió iniciada pel consistori anterior en el sentit de remarcar la divisió entre vencedors i vençuts, com per exemple en l'acte de commemoració que van fer els aviadors alemanys de la Legió Còndor per l'abatiment d'un dels seus avions sobre la vila durant la Guerra Civil. El febrer de 1949 fou novament regidor a l'Ajuntament com a representant de les entitats econòmiques, culturals i professionals i va ocupar el càrrec de tercer tinent d'alcalde i ocupant la presidència de la Comissió d'Hisenda, i el 1951 la de la Comissió de Governació fins al gener de 1955.
Va morir l'11 de setembre de 1971 a Mollet del Vallès, l'endemà que morís la seva dona.